# Feldkapelle (Eggenberg)

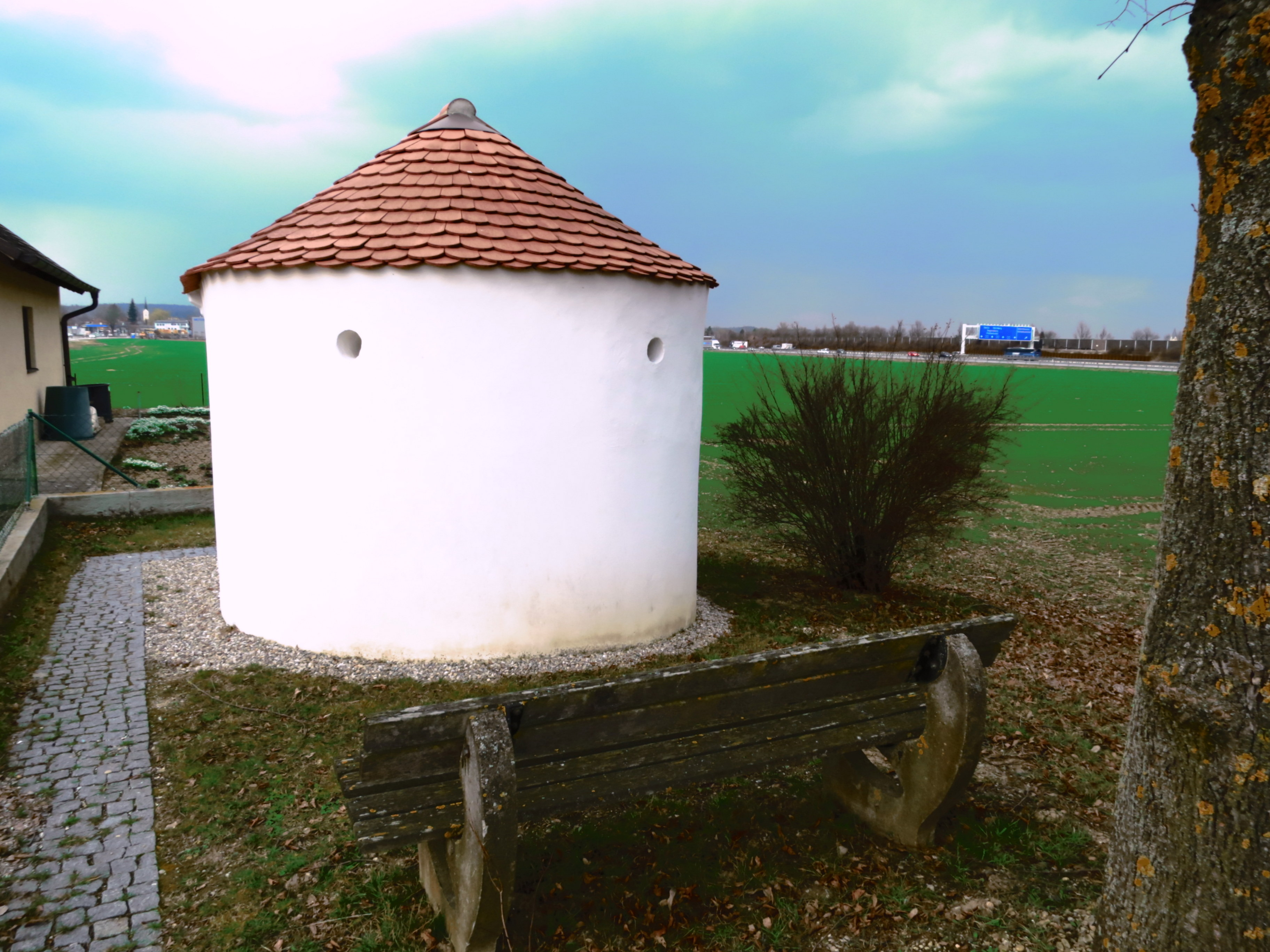
Feldkapelle, mit Blick zur Autobahn

Die Feldkapelle Eggenberg ist eine kleine Kapelle im Ortsteil Eggenberg der Gemeinde Allershausen im Landkreis Freising.
Am Weg zur Autobahnüberführung steht eine einfache Feldkapelle unweit der Autobahn. Es ist ein schlichter Apsidenbau des frühen 19. Jahrhunderts; mit Ausstattung.

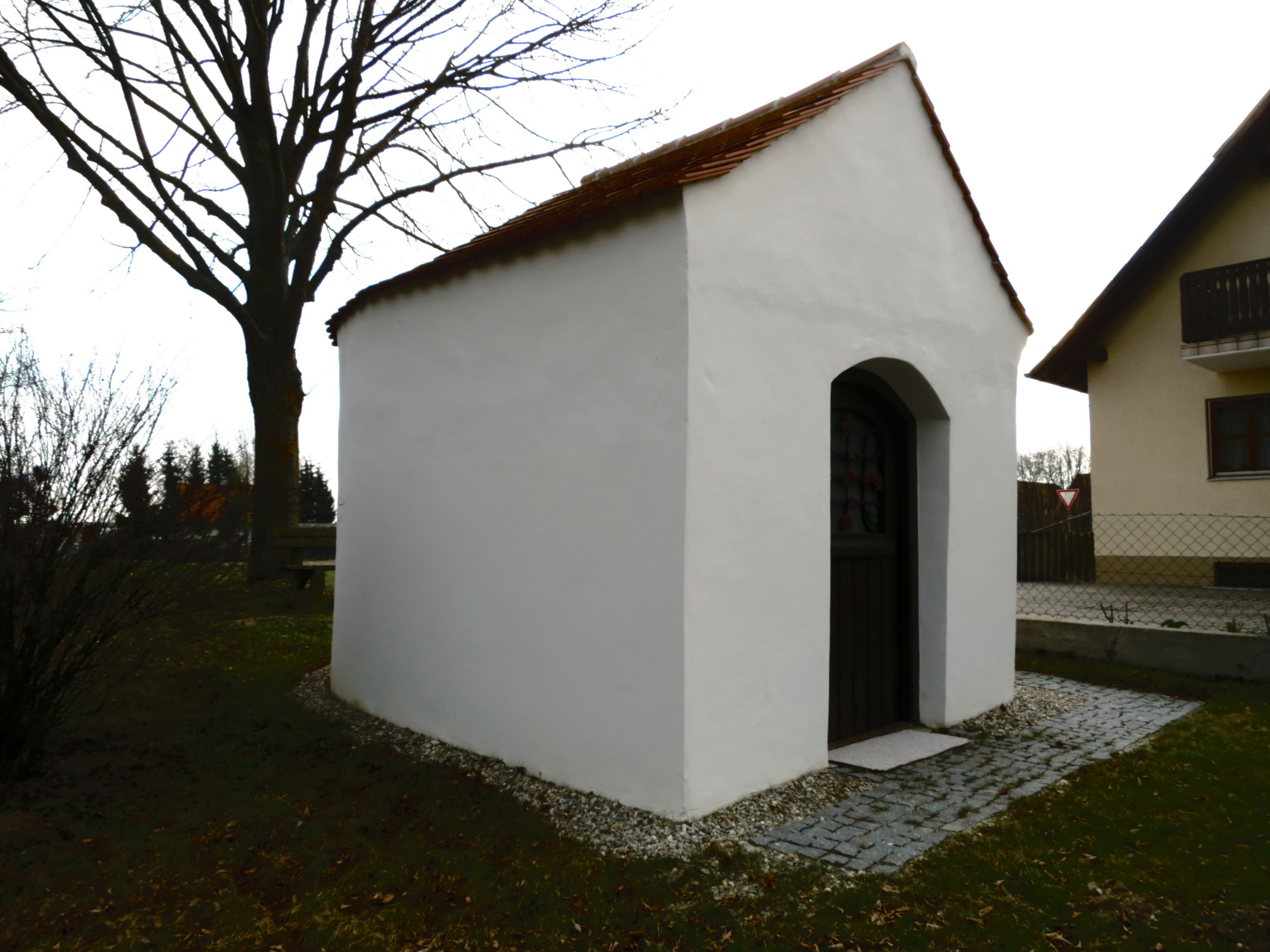
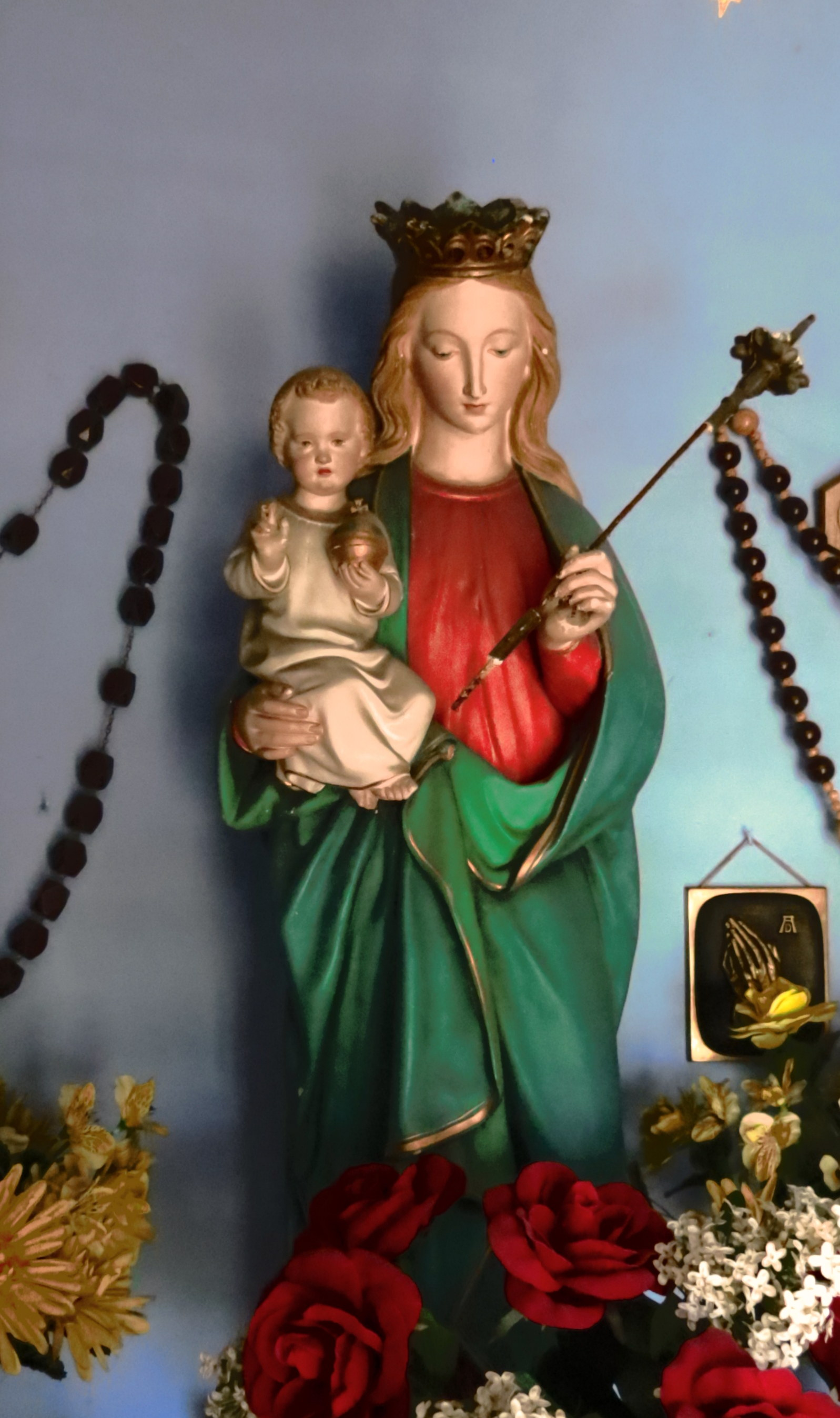
Mit einer Madonna mit Kind
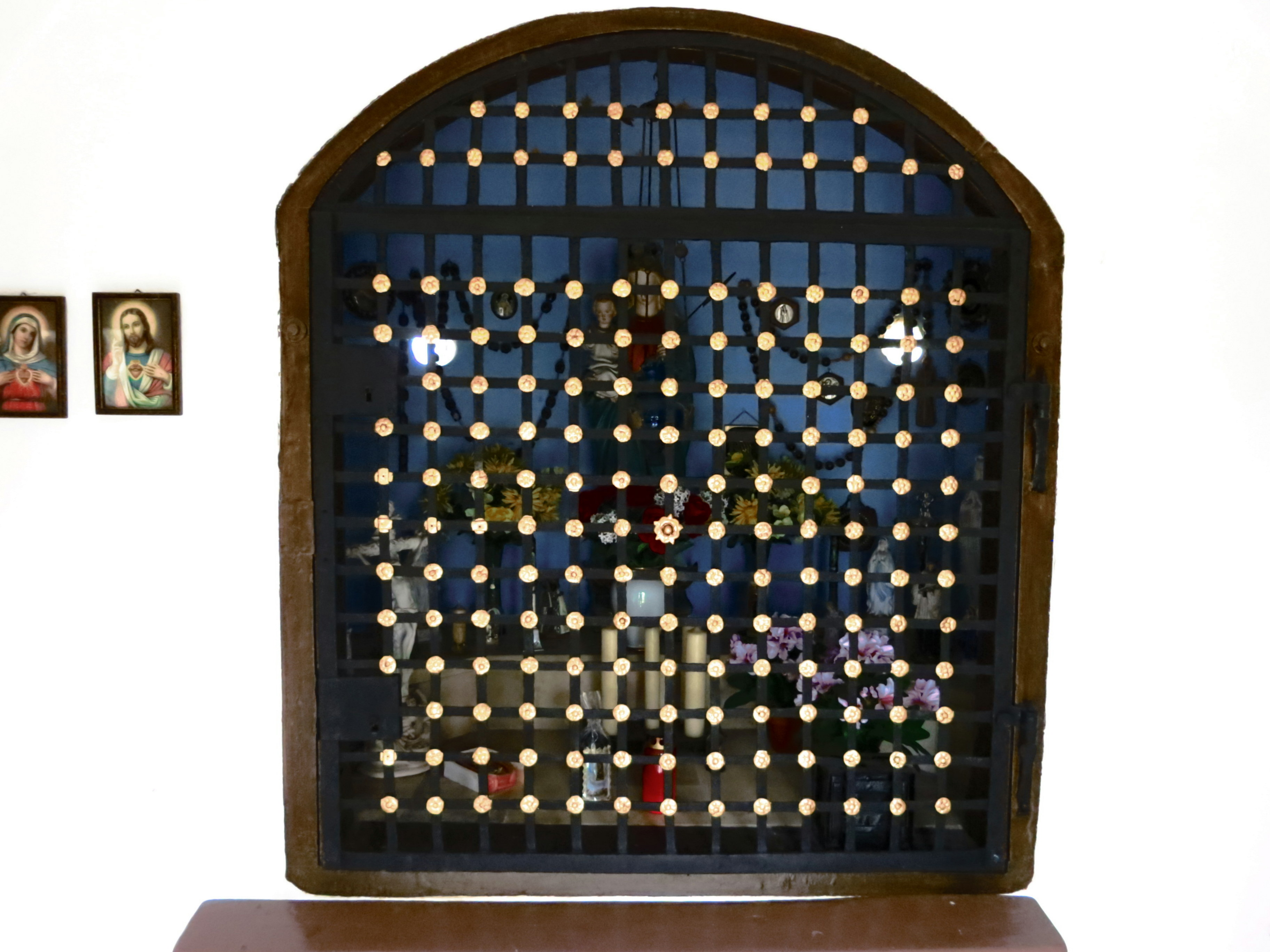
Davor ein Schutzgitter

Sie ist ein denkmalgeschütztes Baudenkmal mit der Aktennummer D-1-78-113-15 des BLfD.